# Gatutåg

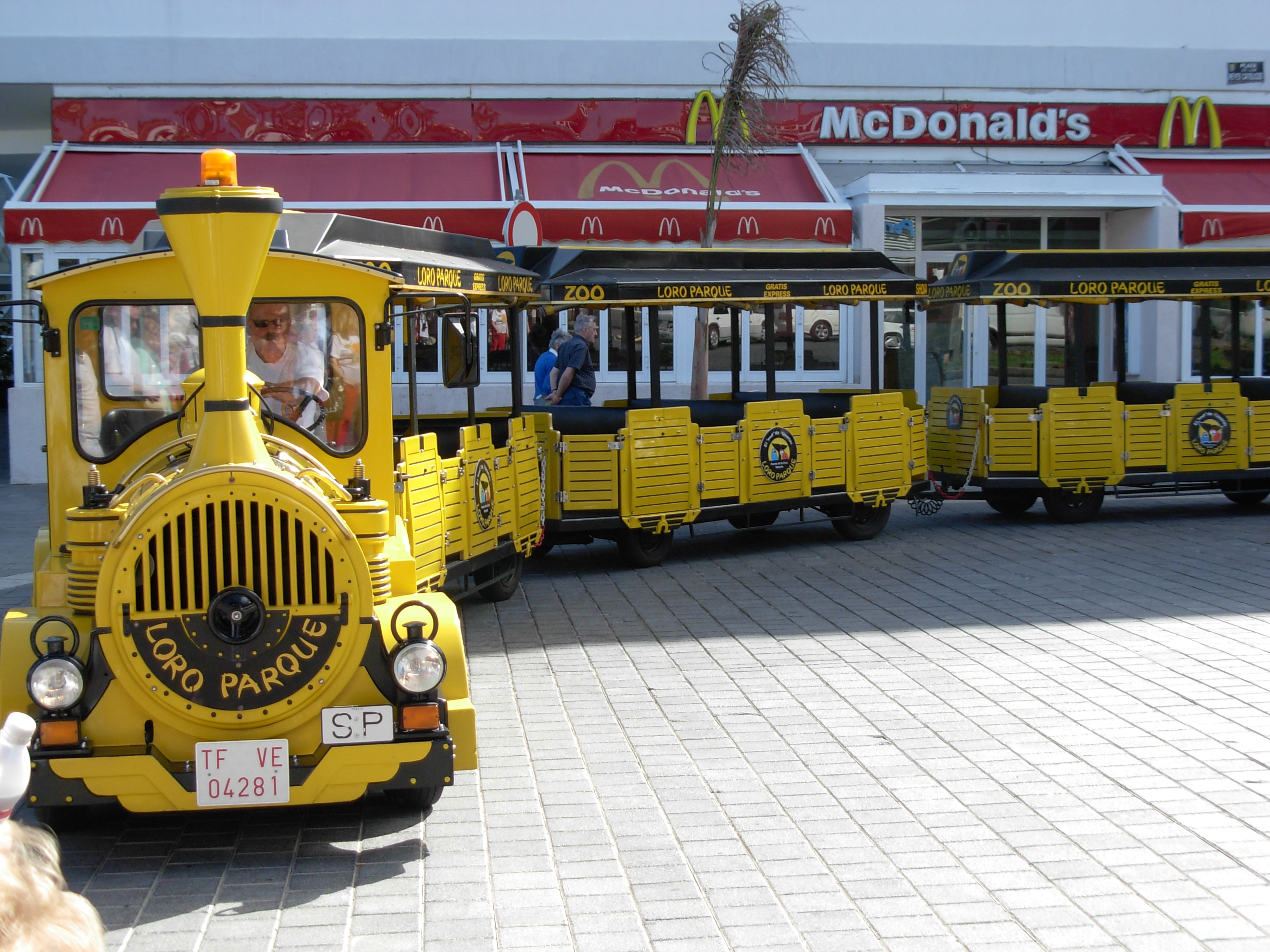
Turisttåg på Teneriffa

Ett gatutåg är ett väggående ledat fordon som används för transport av passagerare. Vanligen finns ett dragfordon som drar en eller flera vagnar på ett sätt som påminner om ett järnvägståg. Liknande fordon kan även användas för transport på korta avstånd av bagage och annat gods, till exempel på en fabrik eller flygplats.

## Terminologi
Ett gatutåg har gummihjul och är väggående. I brist på en allmänt accepterat generisk benämning för gatutåg, leder det till många olika benämningarna som kan spegla olika kulturella skillnader, som exempelvis mellan Nordamerika och Europa. Andra ord för gatutåg härrör från gatutågstillverkares varumärken. Ytterligare benämningar kan beskriva var och till var tåget går eller hur det ser ut. 
På svenska används exempelvis uttrycken minitåg, rundturståg, Skansentåg, tivolitåg och turisttåg. På engelska trackless train, alternativt tram, road train, land train, parking lot tram, Dotto train och Choo-Choo train.

## Teknik
Ett gatutåg består vanligen av ett dragfordon, det vill säga en slags traktor eller motsvarande fordon, som drar ett antal ledade släpvagnar likt ett äldre mindre järnvägståg. Traktorenheten kan drivas av en förbränningsmotor eller elektrisk motor. I vagnarna kan det sitta mellan 6 och 40 personer och vagnarna kan vara öppna eller täckta, med öppna eller stängda sidor och ha olika grader av inomhuskomfort såsom exempelvis vadderade säten. Om de är utan tak kan de, beroende på klimatet, ha sitsar av plast eller glasfiber bland annat för att kunna avleda regn. Alternativa konstruktioner kan ha en dörr av vävmaterial. Vagnarna har vanligtvis låsbara dörrar eller kedjor för att som en säkerhetsåtgärd förhindra avstigning vid färd.
Som i ett konventionellt vägfordon, styrs traktorn via framhjulen med en ratt och motorn driver fordonet via bakre eller bägge axlarna. Följande vagnar styrs av dragkopplingarna mellan vagnarna. Enkla tåg med få vagnar kan innehålla en- eller dubbelaxelvagnar med endast framaxelstyrning. Större eller längre tåg har fyrhjulsstyrning med hjälp av mekaniska kopplingar. Fyrhjulsstyrning säkerställer att längre tåg kräver mindre vägbredd vid svängning, eftersom vagnarna kan bibehålla samma väg som föregående traktor eller vagn. Detta bidrar till intrycket att gatutåget går som på räls. Dragstångsanslutningarna på mer komplexa tåg kan ha en stötdämpare för att mildra effekten av acceleration och bromsning.

## Utseende
Traktorns och vagnarnas karosser är konstruerade av antingen glasfiber eller aluminium. Vissa gatutåg är funktionella och moderna i utseendet. Andra gatutåg är konstruerade med ett lekfullt karosseri och målade så att de kan se ut som ett gammaldags ångtåg. Vissa modeller av gatutåg kan se ut som smalspåriga rälsgående tåg på grund av gemensam tillverkningen av båda typerna av fordon/tåg. Ytterligare andra gatutåg kan ha andra dekorativa eller roliga färger för att locka barn och andra intresserade.

## Kändare varumärken
Kända varumärken är portugisiska Deltrain, italienska Dotto trains och tyska Tschu-Tschu.

## Bestämmelser
I Finland kräver myndigheterna att gatutåg registreras som traktor och att den som kör gatutåget ska ha körkort för buss.

## Användningsområden

### Persontransport
Vissa mindre så kallade Bäderbahn (badtåg) i Tyskland är av typen gatutåg (exempelvis Kaiserbäder-Express och Selliner Bäderbahn). I USA förekommer gatutåg även på större parkeringsplatser.

### Turism
Gatutåg används ofta för transport av turister i stället för med andra färdmedel. Dessa kan vara säsongsbetonade tjänster, som åker till och från olika sevärdheter som museer, djurparker och andra turistmål i centrala områden. Ofta är även tågresan själv en turistattraktion med sightseeing längs natursköna vägar. Gatutåg används även för hotell- eller nöjesparkers kunder, både som transportsystem inom området och till och från parkeringsplatser.
I den schweiziska staden Gruyères är ett gatutåg det enda fordonet som tillåts på gågatorna.
Gatutåg används även i köpcentra för att underhålla barn medan deras föräldrar handlar. Gatutåg som används för sådana ändamål är vanligtvis mindre och har mindre kraftiga motorer.

### Flygplatser
Gatutåg/bagagetåg som används på flygplatser, har styrmekanismer som liknar de på längre gatutåg. Bagagevagnar är snabbt avkopplingsbara för att lätt kunna hämtas och parkeras i lastnings- och avlastningsområdena. Dessa gatutåg är ofta också mycket längre än passagerartypen av gatutåg.

## Gatutåg i Sverige
I Lycksele djurpark finns ett turisttåg, Karlstad har ett centrumtåg och i Enköping finns minitåget Parktåget.
På Skansen i Stockholm finns Skansentåget. På 1980-talet, när Djuröbron skulle repareras, ersatte ett Skansentåg buss 434 (med anslutande bussar på ömse sidor om bron). Även Visby har ett minitåg.
Askersund Minitåget går mellan hamnen och hembygdsgården. Från Torget i Vänersborg går ett badtåg till Ursand vid Vänern och i Visby finns ett minitåg 
Lysekil har ett gatutåg som kallas Citytuffen. På Torslandaverken i Göteborg kan man få en guidad tur genom fabrikerna med Blå tåget. Ringhals kärnkaftverk har ett gatutåg för besökare.
Karlskrona har Citytåget och Ystads gatutåg kallas Lilla tåget. Malmö har haft ett elektriskt gatutåg för viss kollektivtrafik i ekostaden Augustenborg.
I Rättvik introducerades år 2024 turisttåget Lisskulla. Detta är dock inte godkänt för trafikering på allmän väg och går således endast på gågatan och torget.